# 장천군
장천군 이보생(長川君 李普生, 1418년 ~ 1465년 4월 19일(음력 3월 15일))은 조선의 왕자로, 조선 제2대 왕 정종의 13남이자 서13남이다. 생모는 숙의 윤씨이며 시호는 공소(恭昭)이다.

## 생애
조선 제2대 왕 정종의 서자이자, 13남으로 생모는 숙의 윤씨(淑儀尹氏)이다. 정부인으로는 산양군부인 화순 최씨(山陽郡夫人 和順崔氏)이 있다. 자녀로는 정부인 최씨가 낳은 장남 부림부정 형(缶林副正 炯)와 차남 악양부정 혼(岳陽副正 ?), 3남 진안부정 요(眞安副正 燿),
4남 삼양부정 석동(三陽副正 石童)와 장녀 이씨가 있다. 1444년(세종 26) 명선대부 장천정(長川正)이 되고, 1872년(고종 9) 정종의 왕자 중에서 군으로 봉해지지 않은 이들을 봉군할 때 장천도정(長川都正)에서 장천군(長川君)으로 봉군되었다. 영종정경부사를 추증받았다.

## 가족관계
- 부 : 조선 제 2대 정종(定宗, 1357 ~ 1398)
- 모 : 숙의 윤씨(淑儀 尹氏, 1368 ~ 1417)
  - 형 : 수도군(守道君, 1393 ~ 1449)
  - 형 : 임언군(林堰君, 1399 ~ 1450)
  - 형 : 석보군(石保君)
  - 여동생 : 인천옹주(仁川翁主)
  - 정부인 : 산양군부인 화순 최씨(山陽郡夫人 和順 崔氏) - 군사 최자해(崔自海)의 딸
    - 장남 : 부림부정(缶林副正) 이형(李炯)
    - 차남 : 악양부정(岳陽副正) 이혼(李焜)
    - 3남 : 진안부정(眞安副正) 이요(李燿)
    - 4남 : 삼양부정(三陽副正) 이석동(李石童)
    - 장녀 : 한양 조씨 조순(趙珣)의 처